# Río Saguenay
El río Saguenay (del francés: 'Rivière Saguenay'); en inglés: Saguenay River es un río de la parte sureste de Canadá, un afluente de la margen izquierda del curso inferior del río San Lorenzo. El Saguenay discurre en su totalidad por la provincia de Quebec, por su parte sur. El río nace nominalmente en el lago Saint-Jean (1003 km²) y desagua en el San Lorenzo en Tadoussac, al norte de la ciudad de Quebec. Discurre en dirección sureste y desciende por una cascada de 90 m en un caudal turbulento en el primer tercio de sus 160 km de trayecto. Si se considera con su fuente más lejana, el sistema Saguenay-lago Saint-Jean-río Péribonka, tiene una longitud total de 698 km
Su catarata es una fuente de energía hidroeléctrica. Sus riberas son en muchas partes a lo largo de su recorrido altos acantilados de entre 300 y 550 m de altura. El río es famoso por su paisaje, siendo un lugar popular de actividades recreativas. Durante el verano una de sus principales atracciones es la llegada de ballenas, las cuales llegan a procrear al estuario del río.
En 1983 se creó un parque nacional [de Quebec] del Saguenay (Parc national du Saguenay) de 283,60 km², en la zona de la desembocadura.

## Notas

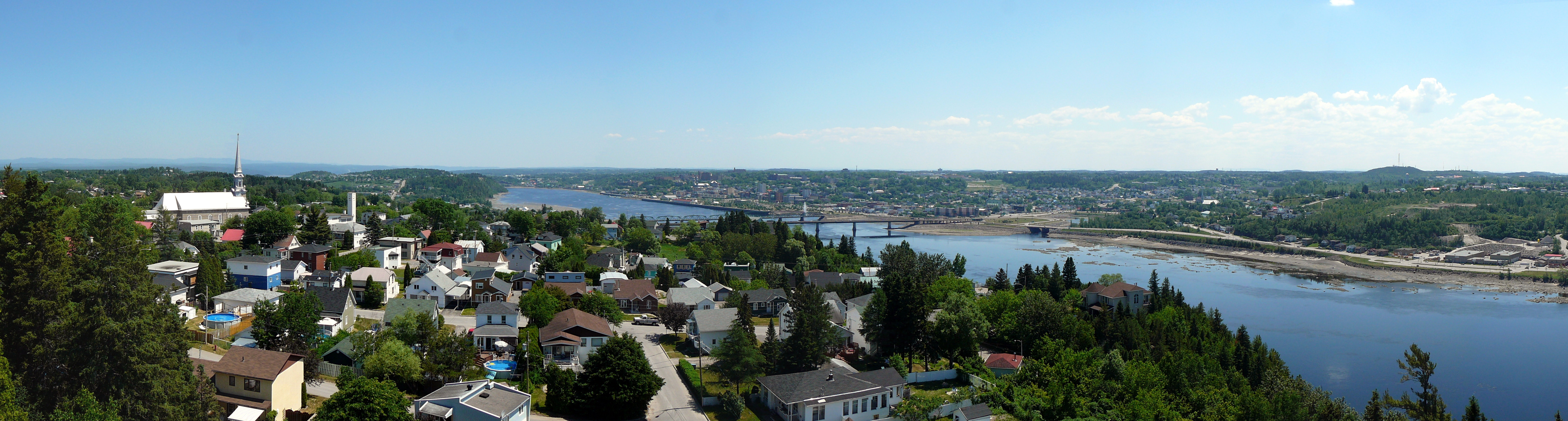
El río Saguenay a la altura de Chicoutimi (vista desde la Croix de Ste-Anne).

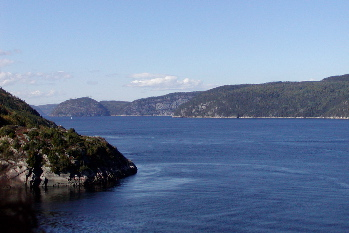
Vista del río Saguenay, en Tadoussac.